# Cronicombra
Cronicombra är ett släkte av fjärilar. Cronicombra ingår i familjen gnuggmalar.
Kladogram enligt Catalogue of Life:
| Cronicombra | \| \| Cronicombra essedaria \| \| \| \| \| \| Cronicombra granulata \| \| \| \| |
|             | \| \| Cronicombra essedaria \| \| \| \| \| \| Cronicombra granulata \| \| \| \| |
|             | Cronicombra essedaria                                                           |
|             |                                                                                 |
|             | Cronicombra granulata                                                           |
|             |                                                                                 |